# Omsica
Omsica (serb. Омсица) – wieś w Chorwacji, w żupanii zadarskiej, w gminie Gračac. Leży w regionie Lika. W 2011 roku liczyła 12 mieszkańców.